# Totalmente Diferente
Totalmente Diferente é segundo álbum ao vivo da cantora sertaneja Naiara Azevedo, lançado em 15 de junho de 2016 pela MM Music. Foi gravado no dia 11 de abril de 2016 no Condomínio Aldeia do Vale em Goiânia e contou com as participações especiais de Maiara & Maraísa, Zé Neto & Cristiano, Thiago Brava, Paula Mattos e Mike & Bruno. A música gravada com a dupla sertaneja Maiara & Maraísa, “50 Reais”, de autoria da própria artista, foi lançada como primeiro single do projeto no dia 28 de abril de 2016 e rapidamente chegou ao topo da lista de mais tocadas nas rádios do Brasil. O show durou aproximadamente duas horas e o repertório contou com 15 músicas.

## CD
| Lista de faixas |                                               |         |  |
| N.º             | Título                                        | Duração |  |
| 1.              | "50 Reais (Part. Maiara & Maraisa)"           |         |  |
| 2.              | "Ex do Seu Atual"                             |         |  |
| 3.              | "Radinho do Seu Zé"                           |         |  |
| 4.              | "Inquilino (Part. Zé Neto & Cristiano)"       |         |  |
| 5.              | "O Nome Dela é Rapariga"                      |         |  |
| 6.              | "Primeiro Gole"                               |         |  |
| 7.              | "Ele Não Merece A Gente (Part. Paula Mattos)" |         |  |
| 8.              | "Tantos Planos"                               |         |  |
| 9.              | "Você Não Presta"                             |         |  |
| 10.             | "Entre Ela E Eu"                              |         |  |
| 11.             | "Motel Tá Lotado (Part. Mykow & Bruno)"       |         |  |
| 12.             | "Aqui Ó Pro Meu Ex"                           |         |  |
| 13.             | "Ela Só Quer Viajar (Part. Thiago Brava)"     |         |  |
| 14.             | "Parceira De Copo"                            |         |  |
| 15.             | "Cadê Você Aqui Comigo"                       |         |  |

## DVD
| Lista de faixas |                                               |         |  |
| N.º             | Título                                        | Duração |  |
| 1.              | "Ex do Seu Atual"                             |         |  |
| 2.              | "Parceira de Copo"                            |         |  |
| 3.              | "Aqui Ó Pro Meu Ex"                           |         |  |
| 4.              | "Inquilino (Part. Zé Neto & Cristiano)"       |         |  |
| 5.              | "Radinho do Seu Zé"                           |         |  |
| 6.              | "50 Reais (Part. Maiara & Maraisa)"           |         |  |
| 7.              | "Ele nao merece a gente (Part. Paula Mattos)" |         |  |
| 8.              | "Ela só quer viajar (Part. Thiago Brava)"     |         |  |
| 9.              | "Primeiro Gole"                               |         |  |
| 10.             | "O Nome Dela É Rapariga"                      |         |  |
| 11.             | "Motel Ta Lotado (Part. Mykow & Bruno)"       |         |  |
| 12.             | "Cadê Você Aqui Comigo"                       |         |  |
| 13.             | "Você Não Presta"                             |         |  |
| 14.             | "Entre Ela e Eu"                              |         |  |
| 15.             | "Tantos Planos"                               |         |  |